# Prince Robinson
Prince Robinson (* 7. Juni 1902 in Portsmouth (Virginia), Virginia; † 23. Juli 1960 in New York City) war ein US-amerikanischer Jazz-Tenorsaxophonist und Klarinettist des Swing. 

## Leben
Robinson kam 1924 nach New York und spielte hier mit Elmer Snowden, Duke Ellington 1924 und war 1927 mit Leon Abbey auf Südamerika-Tournee. Danach war er Mitglied von McKinney’s Cotton Pickers, bei denen er in den Titeln Crying and Sighting, Rainbow Round My Shoulder (1928) und I Found a New Baby (1929) solistisch glänzte. Nach Auflösung der Band 1934 arbeitete er mit Blanche Calloway, Willie Bryant 1937/38, Roy Eldridge, Lucky Millinder und von 1940 bis 1944 mit Louis Armstrong zusammen (zu hören in den Titeln Yes Suh, I'll Get Mine Bye and Bye 1941 und Coquette 1942). Er nahm in dieser Zeit auch Titel mit Teddy Wilson (You Showd Me the Way, The Mood That I'm In, 1937), und Lil Hardin Armstrong (When I Went Back Home, 1937) auf. Von 1947 bis 1953 arbeitete er mit Claude Hopkins, 1953 mit Dickie Wells und ab 1954 mit Freddie Washington zusammen.